# 有蓋蛇螺
有蓋蛇螺（学名：Dendropoma maximum）为蛇螺科有蓋蛇螺屬下的一个种。